# في حقول الفلاندرز

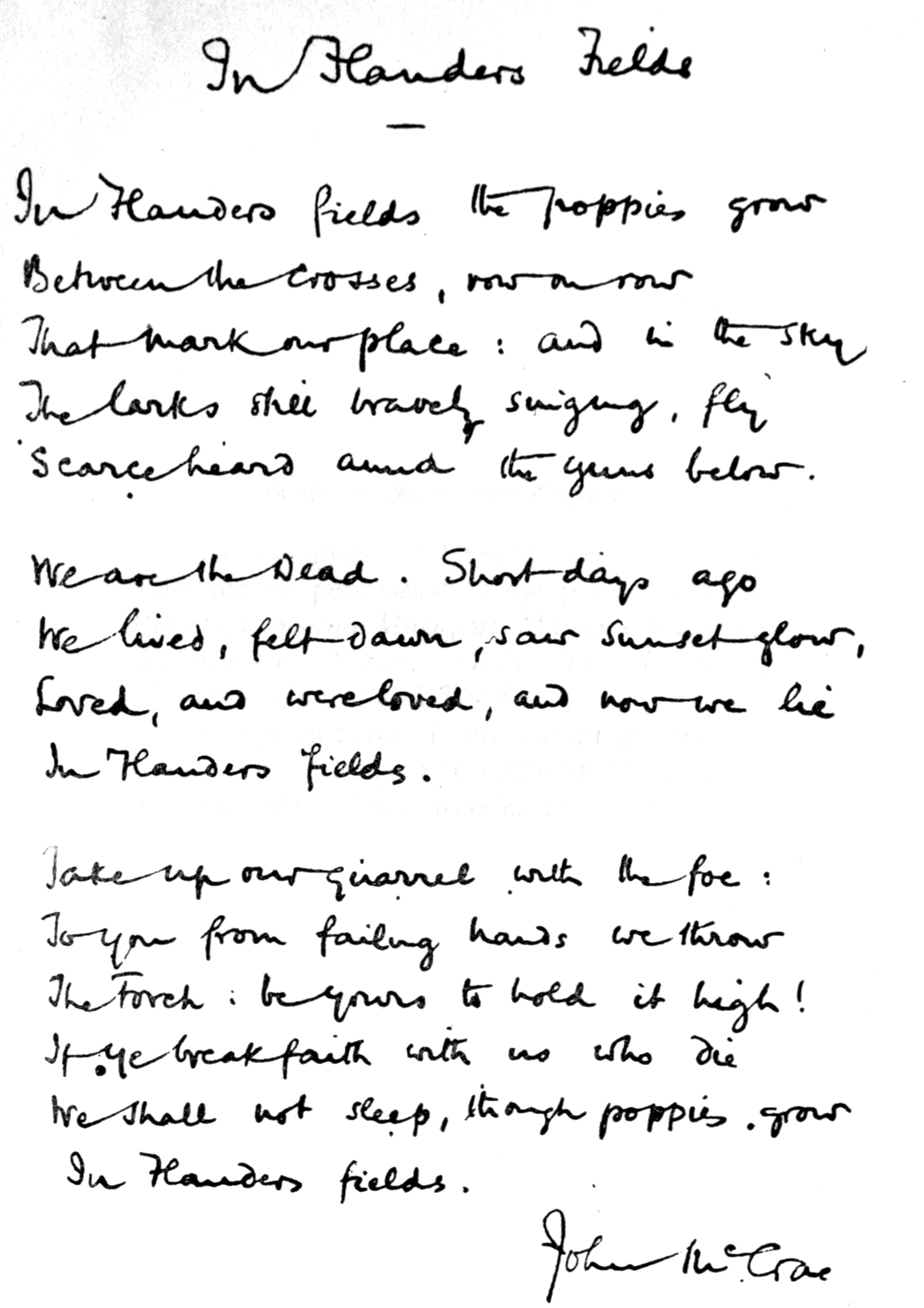
قصيدة في حقول الفلاندرز بخط يد جون ماكريه

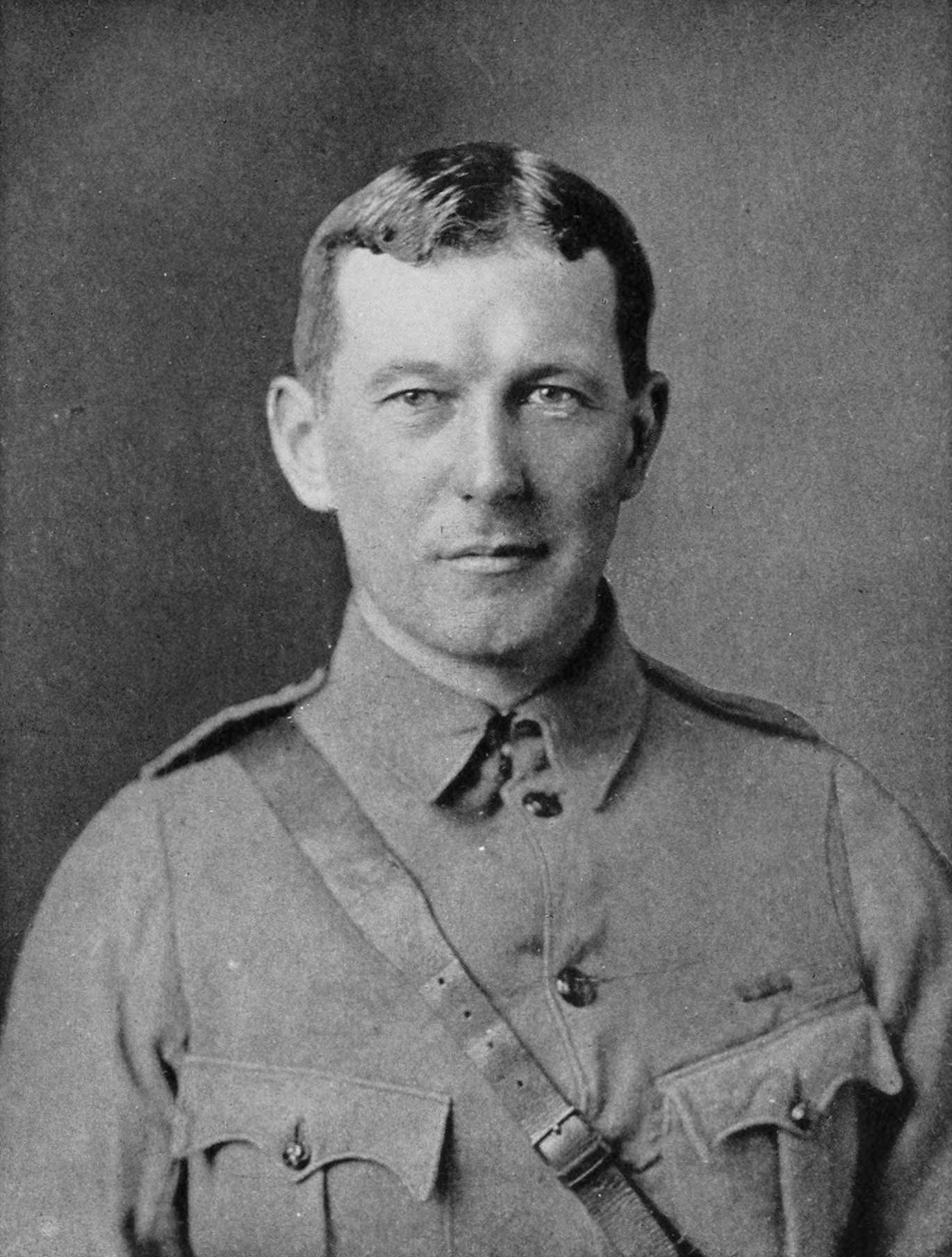
المقدم جون ماكريه في زيه العسكري.

في حقول الفلاندرز (بالإنجليزية: In Flanders Fields)‏ هي قصيدة حربية كتبها الشاعر الكندي جون ماكريه خلال الحرب العالمية الأولى في 3 مايو من عام 1915 بعد حضوره جنازة صديقه وزميله الجندي أليكسيس هيملر الذي قٌتل في معركة إيبر الثانية ببلجيكا. وفقاً للأسطورة استرجعها زملاء ماكريه من الجنود بعدما تخلص منها وذلك بسبب أن جون لم يكن راضياً عنها. نُشر بعد ذلك في نفس العام في 8 ديسمبر في مجلة Punch اللندنية.

## القصيدة
In Flanders fields the poppies blow

في حقول الفلاندرز أنفجر زهور الخشخاش

   Between the crosses, row on row,

بين الصًّلبان صفّـاً تِلْوَ الأخر،

  That mark our place; and in the sky

ذاك هو مكان مثوانا؛ وفي السَّماء

  The larks, still bravely singing, fly

ما تزال القبّرات، تطير وتُغني بشدوٍ بهيِّ،

Scarce heard amid the guns below.

لا تكادُ تُسمَعُ وسط أصوات البنادق تحت!

We are the Dead. Short days ago

نحن الموتى. وقبل أيامٍ قلائـلَ، 

We lived, felt dawn, saw sunset glow,

كنا أحياءً، ونشعر بالفجر، ونشاهد غروب الشمس المتوهج

  Loved and were loved, and now we lie

أحبَبْنا وكنا محبوبين، والآن نَرقُد أمواتًا

 In Flanders fields.

في حقول الفلاندرز.

Take up our quarrel with the foe

واصلُوا معركتَنا مع العدوِّ

To you from failing hands we throw

من أيدٍ خائراتٍ نرمي الشعلة إليكمْ؛

  The torch; be yours to hold it high.

هي لكم كي تحملوها عاليًا.

  If ye break faith with us who die

وإنْ نقضتم العهدَ معنا، نحنُ الأموات، 

We shall not sleep, though poppies grow

فلن يغمضَ لنا جَفن، حتى وإن نمت زهور الخشخاش 

 In Flanders fields

في حقول الفلاندرز. 